# Estímul
Un estímul és qualsevol canvi en l'ambient intern o extern d'un organisme que en provoca una modificació en l'activitat. Un estímul també és capaç de desencadenar la reacció d'un individu, com per exemple unes olors determinades, l'aparició d'un enemic o el contacte amb el mànec d'un cassó massa calent. Tots els organismes són sensibles als estímuls de l'entorn incloent els vegetals i els microorganismes.
Hi ha tres tipus d'estímuls: físics, químics, biòtics i sintètics.
Físic
- Llum
- Pressió
- Temperatura
- Contacte
- Vibracions

Químics
- Olors
- Sabors
- Concentració d'oxigen a la sang

En els animals els estímuls són recollits pels receptors dels òrgans dels sentits, llavors aquesta informació es transmet pel sistema nerviós on s'elabora una resposta.
Biòtics
- Presència d'altres éssers vius en el entorn.